# Winsted (Minnesota)
Winsted és una població dels Estats Units a l'estat de Minnesota. Segons el cens del 2000 tenia 2.094 habitants.

## Demografia
Segons el cens del 2000, Winsted tenia 2.094 habitants, 822 habitatges, i 535 famílies. La densitat de població era de 598,9 habitants per km².
Dels 822 habitatges en un 35,3% hi vivien nens de menys de 18 anys, en un 51% hi vivien parelles casades, en un 10% dones solteres, i en un 34,8% no eren unitats familiars. En el 34,8% dels habitatges hi vivien persones soles el 12,2% de les quals corresponia a persones de 65 anys o més que vivien soles. El nombre mitjà de persones vivint en cada habitatge era de 2,45 i el nombre mitjà de persones que vivien en cada família era de 3,04.
Per edats la població es repartia de la següent manera: un 27% tenia menys de 18 anys, un 8,4% entre 18 i 24, un 29,5% entre 25 i 44, un 18,4% de 45 a 60 i un 16,7% 65 anys o més.
L'edat mediana era de 35 anys. Per cada 100 dones de 18 o més anys hi havia 88,8 homes.
La renda mediana per habitatge era de 41.588 $ i la renda mediana per família de 50.272 $. Els homes tenien una renda mediana de 32.929 $ mentre que les dones 23.571 $. La renda per capita de la població era de 19.896 $. Entorn del 3,2% de les famílies i el 5,4% de la població estaven per davall del llindar de pobresa.

## Poblacions més properes
El següent diagrama mostra les poblacions més properes.